# Jezioro Sławskie
Jezioro Sławskie – największe jezioro województwa lubuskiego, położone na Pojezierzu Sławskim, w powiecie wschowskim, w gminie Sława.

## Charakterystyka

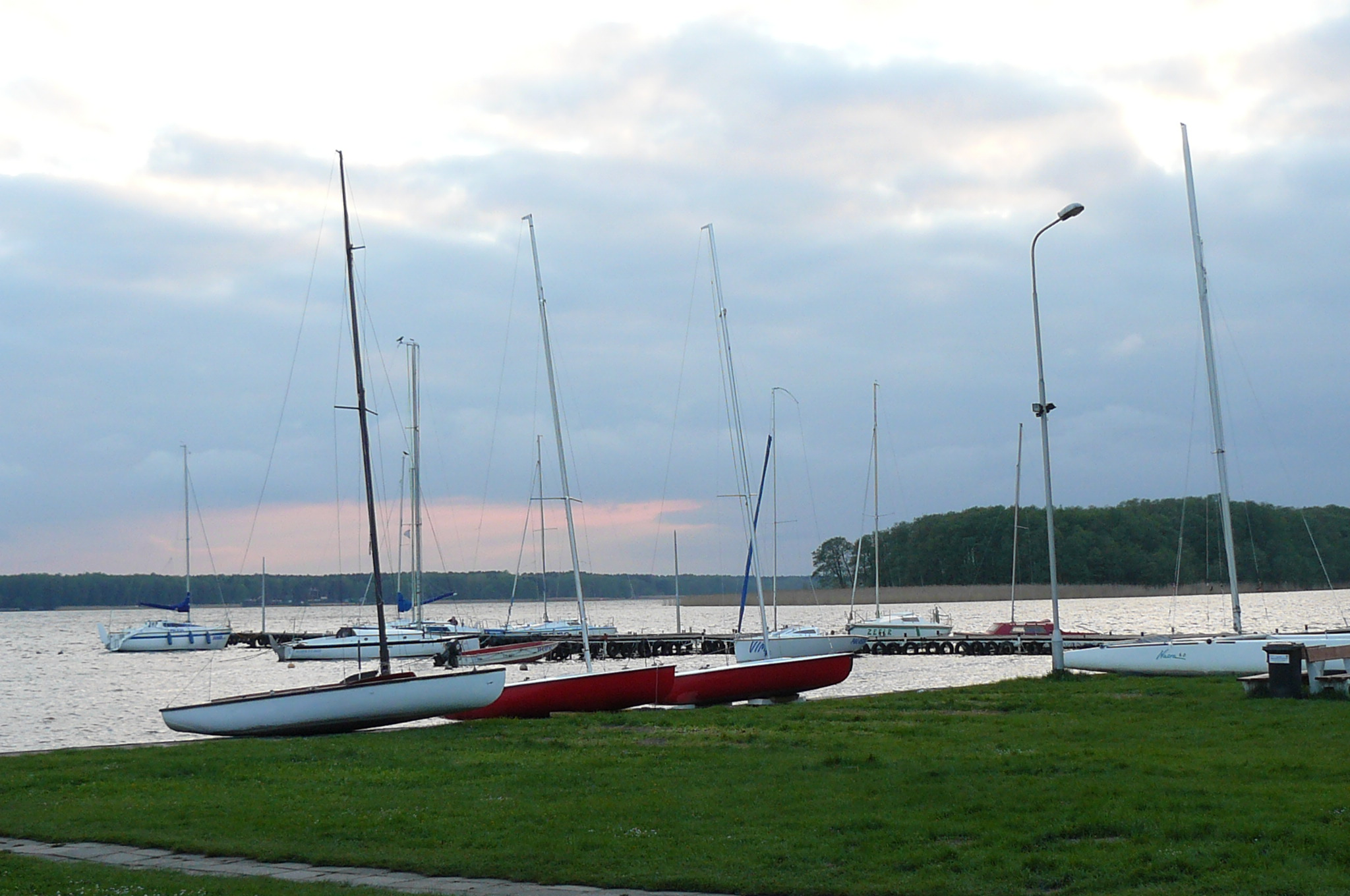
Jezioro Sławskie, widok ze Sławy

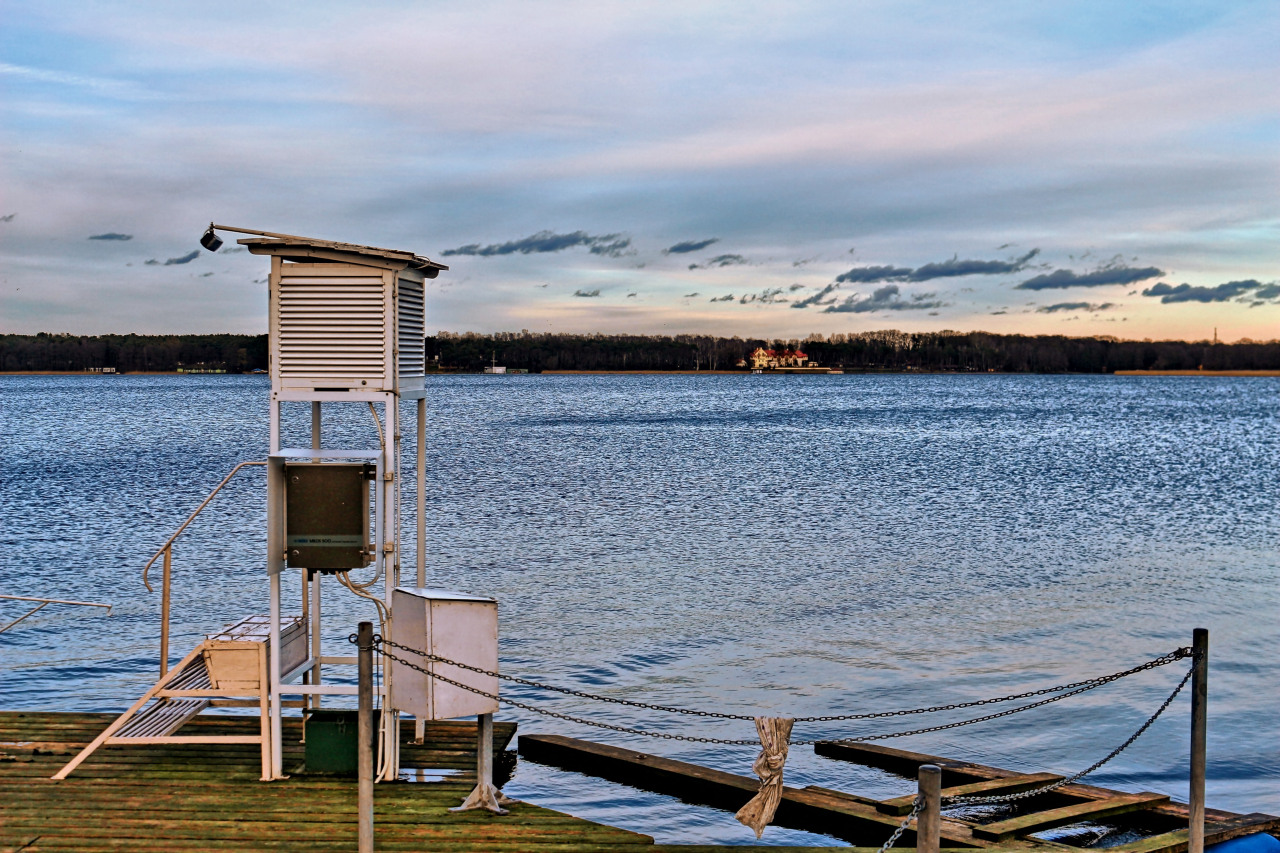
Jezioro Sławskie, widok z Radzynia (2015)

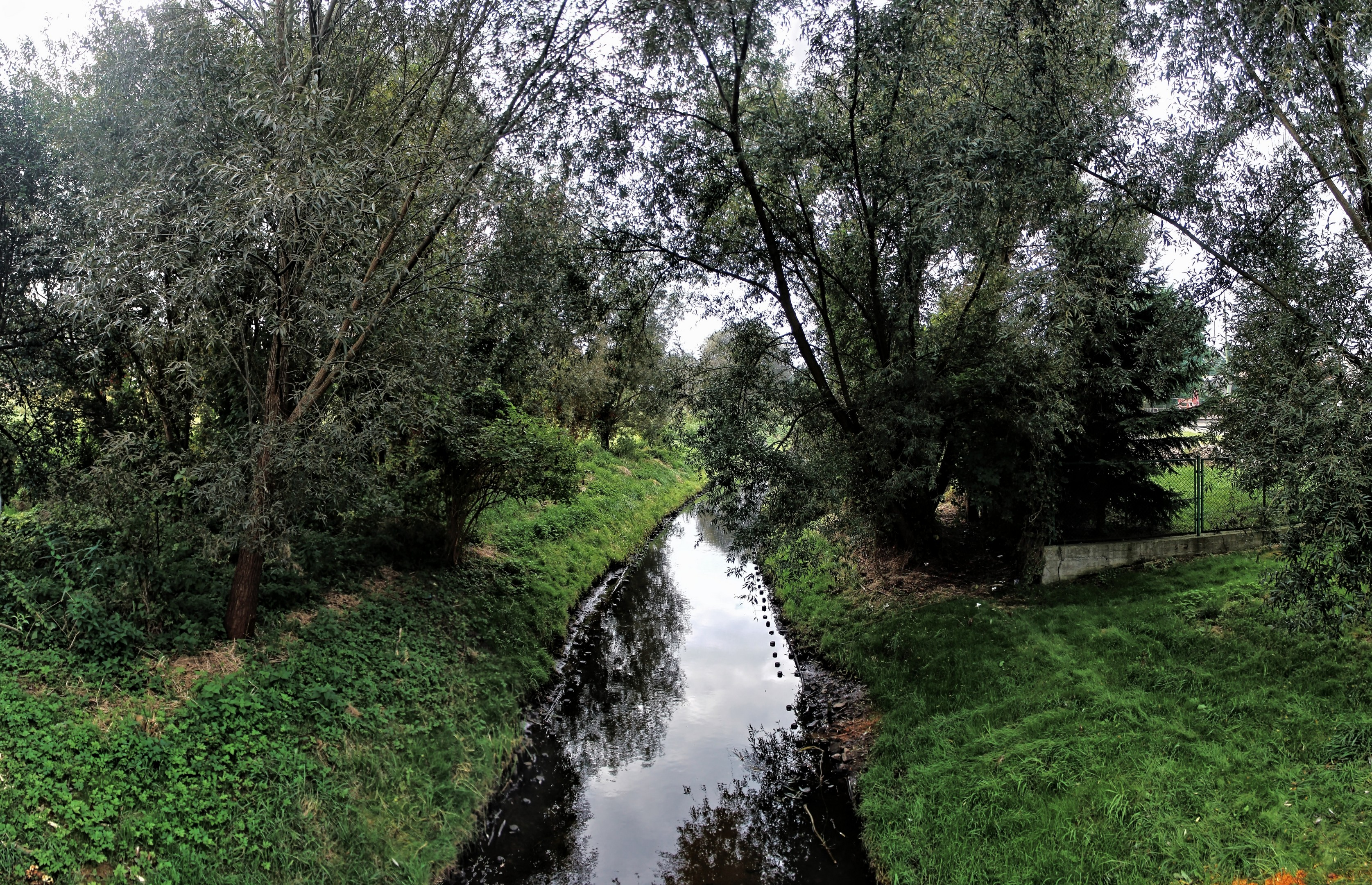
Czernica w Sławie (2017)

Długość efektywna 9200 m,  szerokość efektywna – 1510 m, długość linii brzegowej misy jeziora 24 650 m. Na jeziorze występuje 7 wysp o łącznej powierzchni 10,6 ha. Jezioro zasilane jest, oprócz kilku mniejszych cieków, przez strugę Czernicę z południowego wschodu i strugę Cienicę z południowego zachodu. Z jeziora bierze swój początek rzeka Obrzyca odpływająca w kierunku północnym.
Według badań przeprowadzonych przez pracowników Wojewódzkiego Inspektoratu Ochrony Środowiska, wody jeziora charakteryzują się niską jakością ze względu na skład fizyko-chemiczny oraz średnią jakością pod względem bakteriologicznym. Główną przyczyną takiego stanu rzeczy jest zrzut nieczystości z miejscowości nadbrzeżnych oraz kilkudziesięciu ośrodków wczasowych. Z badań wynika również, iż jakość wód jeziora obniża się systematycznie od pierwszego badania w 1991 r. Wielokrotnie informowano też o złym stanie wody w jeziorze w latach 2015 – 2019
Nad jeziorem stacjonuje grupa WOPRu Wschowa.

## Hydronimia
Do połowy lat 30. XX wieku jezioro nazywane było Schlawaer See. Podczas akcji germanizacyjnej nazw miejscowych i fizjograficznych historyczna nazwa została w 1937 r. zastąpiona przez administrację nazistowską sztuczną formą Schlesiersee. 30 marca 1954 roku wprowadzono nazwę Sławskie Jezioro. Obecnie państwowy rejestr nazw geograficznych jako nazwę główną jeziora podaje Sławskie Jezioro, jednocześnie wymienia nazwy dodatkowe i oboczne: Jezioro Sławskie, Sławskie oraz Sława. Według spisu opracowanego przez Komisję Nazw Miejscowości i Obiektów Fizjograficznych (KNMiOF) nazwa tego jeziora to Jezioro Sławskie.

## Turystyka
W pobliżu jeziora prowadzą:
- trasa piesza: tj. ok. 31 km szlak : Sława – Radzyń – Jeziorna – Mesze – Lubiatów – Ciosaniec – Świetno
- trasa rowerowa: Lubiatów – Sława ok. 10 km i Lubiatów – Radzyń ok. 11 km

Według danych z 2002 roku nad jeziorem znajdowało się 38 ośrodków wypoczynkowych i 3 pola namiotowe. Nad jeziorem znajduje się również kilka klubów żeglarskich.